# Centropogon rubiginosus
Centropogon rubiginosus är en klockväxtart som beskrevs av Franz Elfried Wimmer. Centropogon rubiginosus ingår i släktet Centropogon och familjen klockväxter. Inga underarter finns listade i Catalogue of Life.